# Vzpoura proti Mojžíšovým zákonům
Vzpoura proti Mojžíšovým zákonům (italsky  Ribellione contro la Legge di Mosè) je název nástěnné fresky namalované italským renesančním umělcem Sandro Botticellim.

## Vznik fresky
Začátkem osmdesátých let 15. století byl Botticelli zkušený a vyhledávaný umělec, jehož pověst přesáhla hranice rodného města. V roce 1481 byl na příkaz papeže Sixta IV. povolán do Říma, kde se měl spolu s dalšími umělci podílet na výmalbě papežovy soukromé kaple. Výsledkem bylo mimo jiné dvanáct velkorozměrových nástěnných fresek (po šesti na jižní i severní stěně) s výjevy ze života Mojžíše a Ježíše Krista.
Jednou z uvedených a zároveň nejvýznamnějších fresek v celé kapli je právě Botticelliho malba Vzpoura proti Mojžíšovým zákonům. Náboženská symbolika fresky a její poselství je důležité k pochopení kaple jako celku. Vyjadřuje současně podstatu papežské moci a postavení papeže v církvi.

## Námět malby
Na pozadí římské architektury se odehrává příběh námětově vycházející z knihy Numeri (čtvrté knihy Mojžíšovy), ve které je líčí povstání dvě stě padesáti Izraelců proti Mojžíšovi a Aronovi. Klíčový obraz mojžíšovského cyklu, zachycený na této fresce, znázorňuje tři projevy neposlušnosti starých Židů proti Božímu zákonu, který Mojžíš a Áron představují; vedle tohoto výjevu je zde vyobrazeno také potrestání odpadlých levitů.
Epizody následují za sebou zprava doleva. První příběh líčí vzpouru Židů proti Mojžíšovi. Ten je zobrazen jako starý vousatý muž v zeleném plášti zcela vpravo dole. Židé, jejichž útěk z Egypta je doprovázen těžkými zkouškami, už nechtějí za vůdce Mojžíše. Má jej nahradit nový vůdce, který by je odvedl zpět do Egypta. Pokusí se Mojžíše kamenovat, zabrání jim v tom Jozue, který se postaví na Mojžíšovu obranu mezi něj a rozvášněný dav.
Střední obraz fresky zachycuje vzpouru Áronových synů a levitů napadajících Aronovu autoritu. Áron je zobrazen v pozadí skupiny s tiárou na hlavě a mávající kadidelnicí. Kouř z kadidelnice Božím zásahem označil vzbouřence a Áronova autorita byla zachována.
Příběh vrcholí v levé části malby; zem se otevírá a pohlcuje vzbouřence.

## Symbolické poselství malby
Symbolika fresky tkví v postavě velekněze Árona i v architektuře, na pozadí níž se příběh odehrává. Áron má na hlavě tiaru - trojí papežskou korunu - čím je vykreslen jako předchůdce papežů. Dominantním architektonickým prvkem je stavba Lonstantinova triumfálního oblouku, což je symbolickým připomenutím prvního císaře, který přijal křesťanství. Oblouk zde slouží jako narážka na papežskou moc, kterou zaručoval římský císař. Na jeho vrcholu nad středním průchodem je zřetelný nápis vyjadřující základní myšlenku zobrazených scén: "Ať si žádný člověk nepřisvojuje poctu, ledaže by ho k tomu vyzval Bůh, tak jak to učinil s Áronem".
Vpravo od Konstantinova oblouku zachytil Botticelli část architektury stavby zvané Septizonium, která pochází z roku 203 po Kr. z dob císaře Septimia Severa. Stavba byla za papeže Sixtus V. (papežem v letech 1585 - 1590) stržena a sloupy použité při výstavbě Vatikánu. Botticelli zde na jednom obraze vizuálně spojil dvě stavby, které ve skutečnosti nebylo možné spatřit najednou (Konstantinův oblouk stál na Fóru a Septizonium pod Palatinem).
Malba je namalovaná oproti Peruginově fresce Kristus předává klíče Petrovi, se kterou tvoří ideovou jednotu. Poselství obou fresek obsahuje varování před rouháním či napadením moci papeže, dané Bohem a legitimizaci Kristem. Jde o zásadní prvek papežské autority. Přímá konfrontace ideového obsahu obou fresek - Kristus předává klíče od své církve Petrovi, čímž ho ustanovil na její čelo, resp. Bůh určil Mojžíše za vůdce Izraelců a každý, kdo se postaví proti němu, bude potrestán - je více než zřejmá.
Freska vznikla v době, kdy bylo postavení papeže a jeho moc vystavovány těžkým zkouškám. Přestože papežské nároky na vůdcovství byly nezpochybnitelně stanoveny Bohem, kdy Kristus určil Petra za svého nástupce, přece zde existovaly silné zásahy ze strany světské moci. Sixtus IV. chtěl touto freskou demonstrovat program k potvrzení skutečnosti, že legitimita papežské moci pochází od Mojžíše, přes Krista k Petrovi jako prvnímu papeži.